# Jennifer Oeser
Jennifer „Jenny“ Oeser (* 29. November 1983 in Brunsbüttel, Schleswig-Holstein) ist eine ehemalige deutsche Leistungssportlerin, die sich auf den Siebenkampf spezialisiert hatte.

## Berufsweg
Seit dem 23. Juli 2011 ist sie Polizeihauptmeisterin bei der Bundespolizei (Bundesgrenzschutz). Am 1. April 2010 begann sie ein Fernstudium zur Diplom-Sportmanagerin (IST), welches sie im Mai 2012 erfolgreich abschloss. Mit einer A-Trainerausbildung in den Jahren 2020/2021 möchte Oeser die Grundlage legen, um später als Trainerin im Bereich Leistungssport einsteigen zu können.

## Sportliche Karriere
Zum Sport kam Oeser durch ihre Mutter, von der sie im Alter von fünf Jahren zur Leichtathletik geschickt wurde.
2000 wurde die Siebenkämpferin Deutsche B-Jugend-Meisterin, 2001 Vizemeisterin der A-Jugend, 2003 U23-Europameisterin und 2004 Deutsche Juniorenmeisterin.
2006 errang sie erstmals im Erwachsenenbereich den nationalen Meistertitel. Bei den Europameisterschaften 2006 in Göteborg steigerte sie ihre damalige persönliche Bestleistung auf 6376 Punkte und verpasste als Vierte einen Medaillenplatz um 44 Punkte. Im Jahr 2007 qualifizierte sich Oeser zusammen mit Lilli Schwarzkopf und Sonja Kesselschläger für die Weltmeisterschaften in Osaka. Dort verbesserte sie sich gegenüber Göteborg um zwei Punkte und belegte mit 6378 Punkten den siebten Platz. 2008 belegte sie mit 6350 Punkten bei den Olympischen Spielen in Peking ursprünglich den zwölften Platz, nach der Disqualifikation aufgrund Dopings der Ukrainerin Ljudmyla Blonska rückte sie auf Platz elf vor. In der Vorbereitung auf die Weltmeisterschaften 2009 in Berlin gelang es ihr beim Meeting in Ratingen ihre persönliche Bestleistung nochmals deutlich auf 6442 Punkte zu verbessern. Bei den Weltmeisterschaften selbst steigerte sie sich erneut auf 6493 Punkte. Dabei gewann sie trotz eines Sturzes im abschließenden 800-Meter-Lauf Silber und damit die erste deutsche Mehrkampfmedaille seit 12 Jahren. 2010 steigerte sie ihre Bestleistung bei den Europameisterschaften auf 6683 Punkte und errang die Bronzemedaille. Bei den Weltmeisterschaften 2011 in Daegu (Südkorea) belegte Oeser hinter der Russin Tatjana Tschernowa und der britischen Titelverteidigerin Jessica Ennis mit 6572 Punkten Platz drei. Nach Tschernowas Dopingdisqualifikation rückte Oeser nachträglich auf den Silberplatz. Die Medaillen wurden ihr und weiteren Dopingopfern während der Weltmeisterschaften in London nachträglich überreicht.
Am 13. Mai 2014 gab sie bekannt, dass sie in der Saison 2014 eine Babypause einlegen werde. Am 6. Oktober 2014 brachte sie einen Sohn zur Welt. Bei den Olympischen Spielen 2016 in Rio de Janeiro erreichte sie mit 6401 Punkten Platz neun. Im Juni 2017 beendete sie beim traditionellen Mehrkampfmeeting in Ratingen ihre aktive Karriere als Sportlerin. Jennifer Oeser ist 1,76 m groß mit einem Wettkampfgewicht von 67 kg.

## Vereinszugehörigkeiten
Oeser war zunächst im TSV Brunsbüttel und der LG Dithmarschen. Von Herbst 2000 bis 2017 startete sie für den TSV Bayer 04 Leverkusen. Ihre Trainer waren Karl-Heinz Düe, Peter Gennun und zuletzt am Olympiastützpunkt in Halle (Saale) Siebenkampfbundestrainer Wolfgang Kühne.

## Ehrungen
Im Dezember 2011 wurde Oeser zur Sportlerin des Jahres von NRW gewählt.

## Sonstiges
Oeser nahm seit 30. Januar 2018 an der dritten Staffel der Wettkampfshow Ewige Helden sowie ab dem 4. Dezember 2018 an dem Ewige Helden-Special Die Winterspiele teil. 2019 belegte sie beim Prominenten-Special der Trampolin-Show Big Bounce als beste Frau den vierten Platz.

## Bestleistungen in den Einzeldisziplinen
| 100 m Hürden | 13,14 s     |
| Hochsprung   | 1,86 m      |
| Kugelstoßen  | 14,29 m     |
| 200 m        | 23,95 s     |
| Weitsprung   | 6,68 m      |
| Speerwurf    | 51,30 m     |
| 800 m        | 2:09,83 min |